# Ropalosomàtids
Els ropalosomàtids (Rhopalosomatidae) són una família d'himenòpters apòcrits de la superfamília dels vespoïdeus (Vespoidea). Conté 72 espècies vivents en 4 gèneres, es coneixen a més 4 gèneres fòssils. Aquesta família de vespes es distribueix en el tròpic i subtròpic d'Amèrica (incloses les Antilles), l'Àfrica (inclosa Madagascar), sud-est de l'Àsia i Austràlia.